# Pseudepiphractis
Pseudepiphractis é um gênero de traça pertencente à família Agonoxenidae.